# Kalmar Verkstad

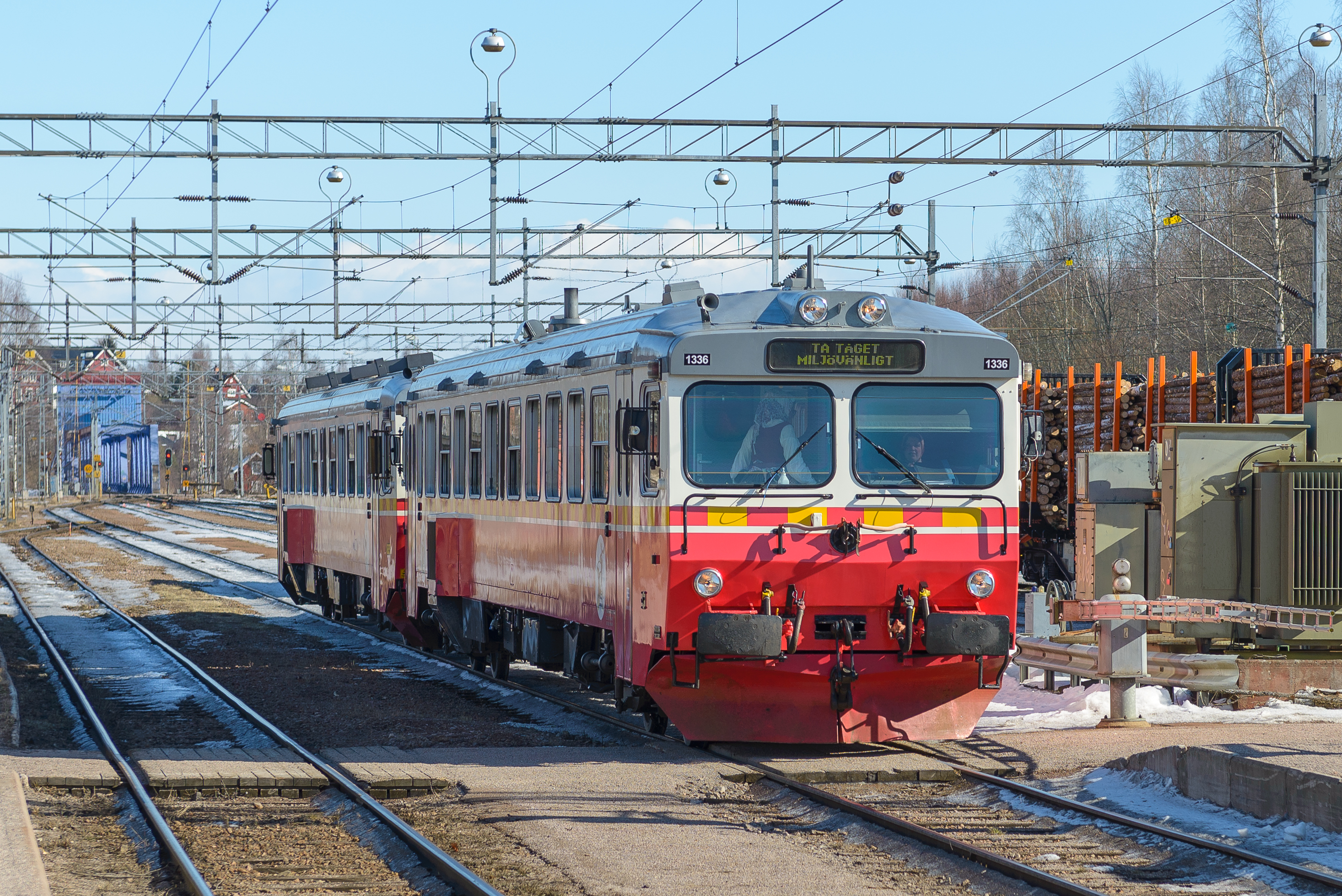
Y1 in Mora

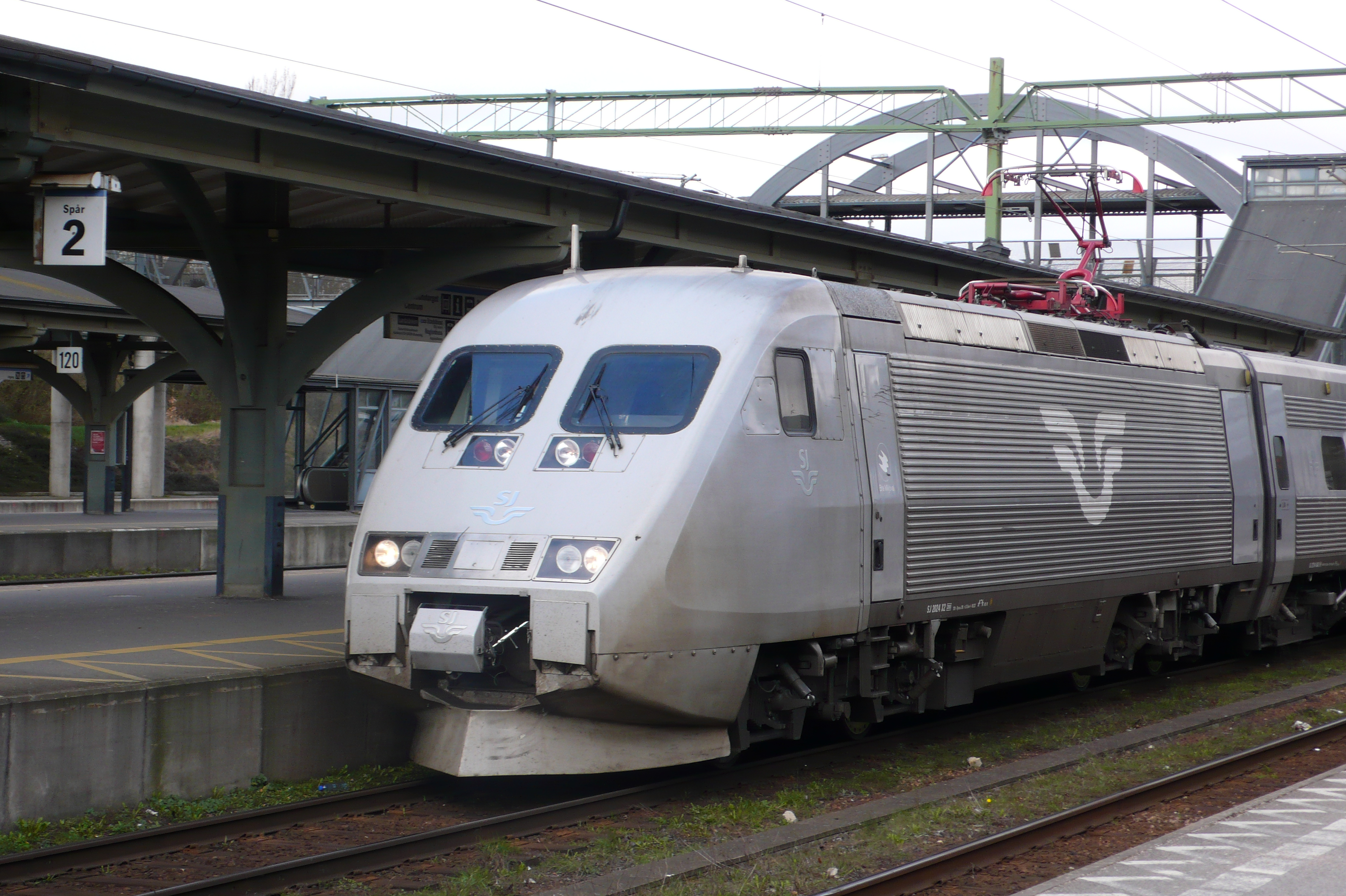
X2 in Lund

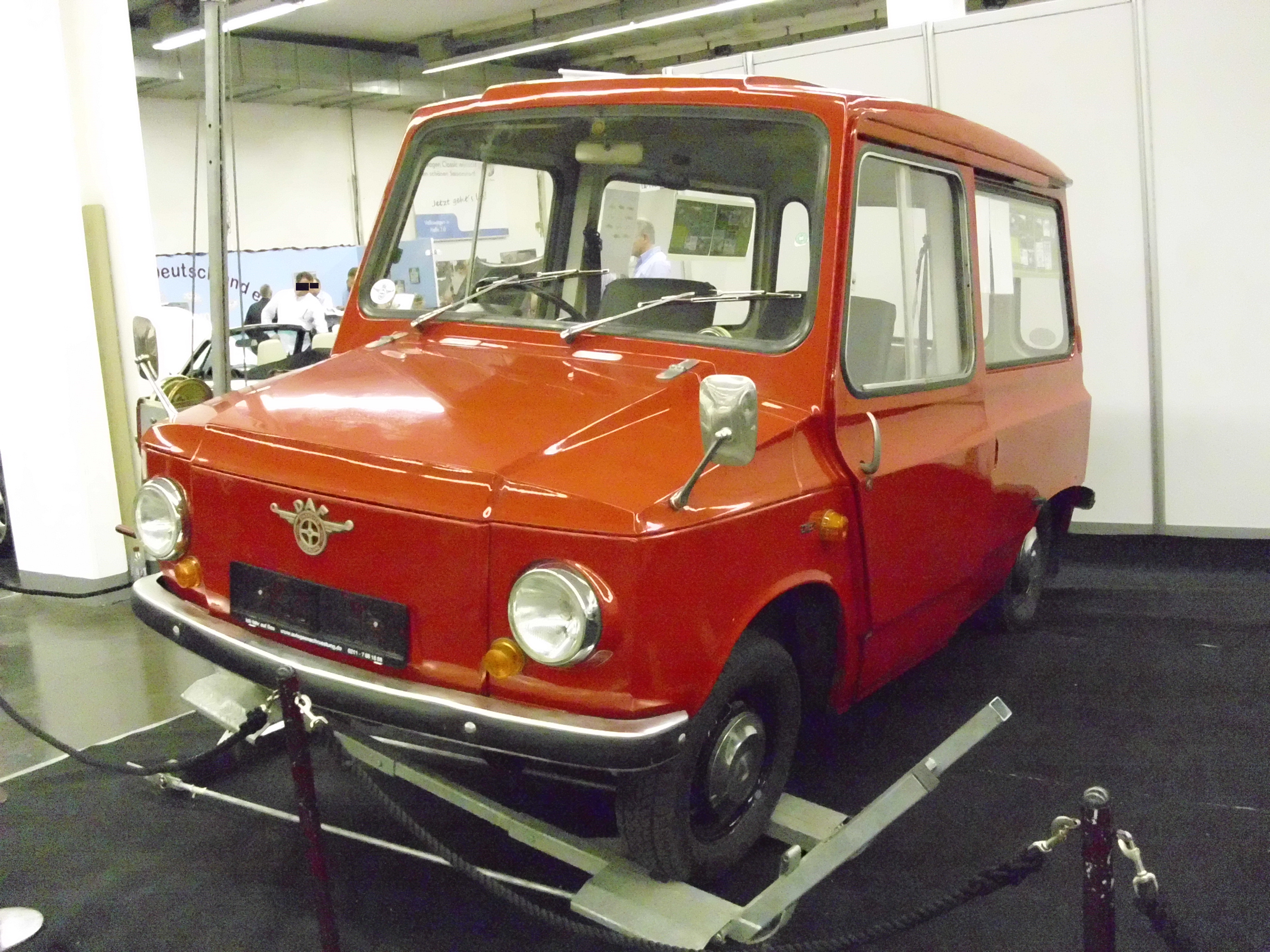
Tjorven

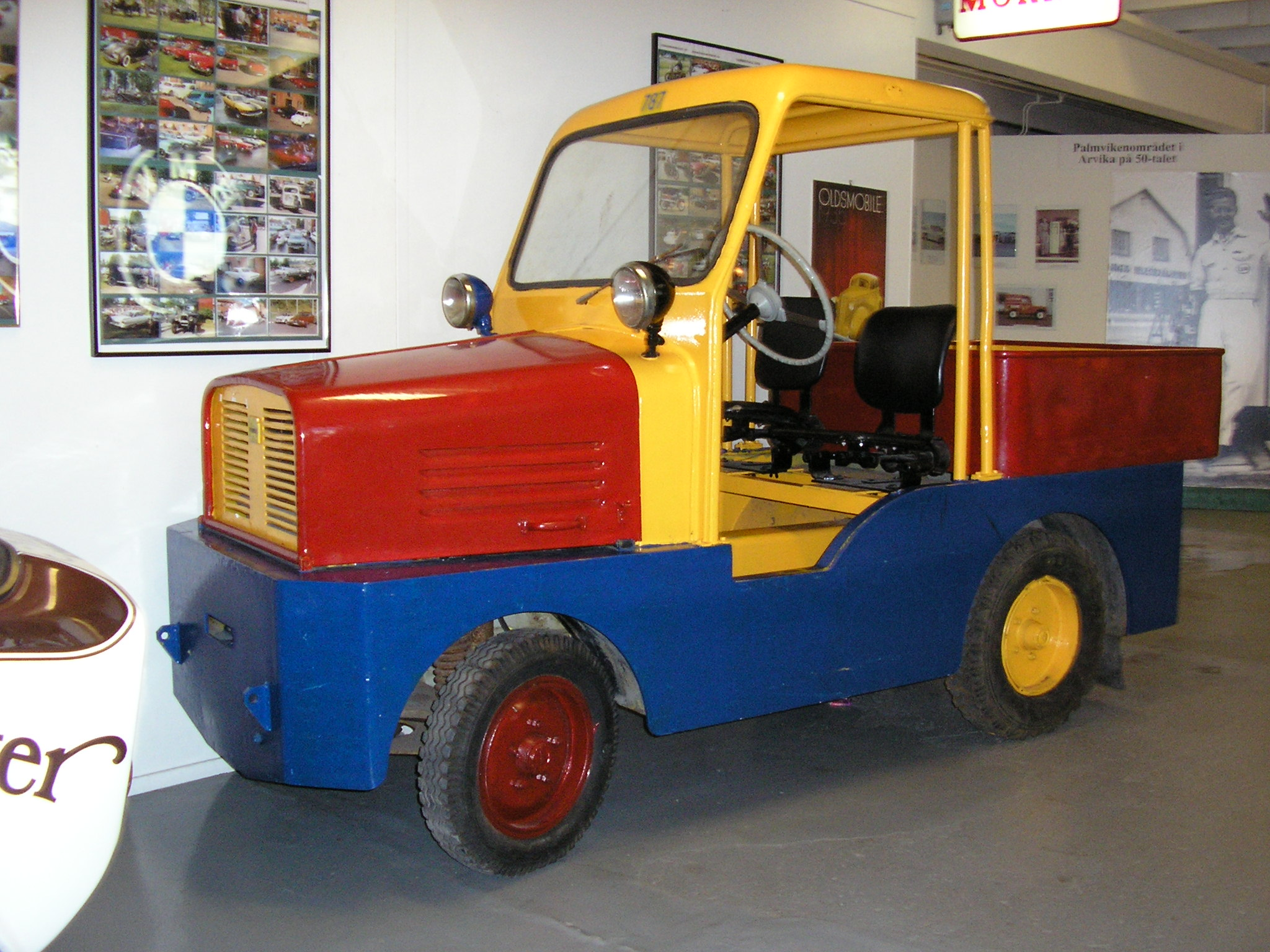
KVAB flygplatsbil

Kalmar Verkstad AB (KVAB) war ein schwedischer Hersteller von Automobilen und Schienenfahrzeugen. Die Gesellschaft wurde 2005 aufgelöst.

## Geschichte
Bereits 1874 gab es in Kalmar eine erste Werkstatt für die Züge der Kalmar Järnväg, die zwischen Kalmar und Emmaboda verkehrte. Kalmar Verkstadsaktiebolag (KVAB) wurde 1902 als gemeinsame Reparatur- und Neubauwerkstatt für die Bahngesellschaften Kalmar Järnväg (KJ), Nybro–Sävsjöström Järnväg (NSJ), Föreningen för Kalmar läns östra järnvägs byggand (ehemals Kalmar–Berga Järnväg, KBJ) und Kalmar–Torsås Järnväg (KTsJ) gegründet. An der Gesellschaft war zudem die Stadt Kalmar beteiligt.
Zuerst mietete KVAB ein Gleis in der ehemaligen Wagen-Werkstatt der KJ. 1904 wurden eigene Räumlichkeiten errichtet. Die Werkstatt begann 1905 mit der Produktion von Personen- und Güterwagen sowie Lokomotiven und später Triebwagen. Im Jahr 1906 lieferte die Firma 74 Waggons. Bei einer Reorganisation 1917 beteiligten sich die meisten Privatbahnen in Südschweden an der Firma. In den folgenden Jahren wurden die Aufgaben für die Sävsjöström-Nässjö Järnväg (SäNJ), Mönsterås–Åseda Järnvägsaktiebolag und Mönsterås nya Järnvägsaktiebolag (MÅJ) sowie Karlskrona–Växjö Järnväg (CWJ) übernommen.
Nach der allgemeinen Eisenbahnverstaatlichung konzentrierte sich KVAB auf die Produktion von Kleinlokomotiven, Personenwagen, Güterwagen, Diesellokomotiven und Triebwagen für Statens Järnvägar, ferner wurden benzinbetriebene Straßenbahnen und Lokomotiven gebaut. Dazu gehören die Diesellokomotiven der Baureihe T44 oder die Triebwagen der Baureihe Y1. Exporte gingen in die Türkei, nach China und andere Länder. In den letzten Jahren bildeten der SJ X2, der Bombardier Regina und die Baureihen X31K und X32K für Öresundståg das Produktionsspektrum.
KVAB wurde 2001 von Bombardier Transportation übernommen. Der Fahrzeugbau existierte bis Dezember 2005, als der letzte Wagen das Werk verließ. Die Eigentümergesellschaft hatte zu diesem Zeitpunkt sämtliche Fertigungsaktivitäten in andere Länder in Europa verlegt.

## Automobile
Im Jahr 1967 wurde die Produktion von Automobilen aufgenommen. Nach etwa 2000 hergestellten Exemplaren wurde die Produktion dann 1972 eingestellt.
Das einzige Auto-Modell war der Tjorven. Das mit zwei seitlichen Schiebetüren ausgestattete Großraumfahrzeug war anfangs nur als Lieferwagen, ab 1969 auch als Kombi erhältlich. Das Fahrzeug basierte auf dem Fahrgestell des DAF 44 und wurde von einem Motor von DAF mit 40 PS angetrieben. Als Getriebe wurde die Variomatic von DAF verwendet.